# Кшиве (Підляське воєводство)
Кшиве (пол. Krzywe) — село в Польщі, у гміні Сувалки Сувальського повіту Підляського воєводства.
Населення — 510 осіб (2011).
У 1975-1998 роках село належало до Сувальського воєводства.

## Демографія
Демографічна структура станом на 31 березня 2011 року:
|          | Загалом | Допрацездатний вік | Працездатний вік | Постпрацездатний вік |
| -------- | ------- | ------------------ | ---------------- | -------------------- |
| Чоловіки | 270     | 68                 | 181              | 21                   |
| Жінки    | 240     | 41                 | 155              | 44                   |
| Разом    | 510     | 109                | 336              | 65                   |